# Alliopsis probella
Alliopsis probella är en tvåvingeart som beskrevs av Fan och Wu 1983. Alliopsis probella ingår i släktet Alliopsis och familjen blomsterflugor. Inga underarter finns listade i Catalogue of Life.